# مايكل غرانت (كاتب)
ميخائيل غرانت (بالإنجليزية: Michael Grant)‏ هو كاتب أمريكي، ولد في 21 ديسمبر 1940 في نيويورك في الولايات المتحدة.